# Roslin (Midlothian)
Roslin (ab und zu Rosslyn oder Roslyn geschrieben) ist ein Dorf mit 1642 Einwohnern in Midlothian, Schottland. Es liegt ungefähr zehn Kilometer südlich von Edinburgh.
Bekannt ist Roslin für die Rosslyn-Kapelle, das Roslin Castle und die Schlacht von Roslin (1303). Das Roslin-Institut, in dem das Schaf Dolly geklont wurde, befindet sich ebenfalls dort, genauso wie ein Park, Roslin Glen.
Der Name Roslin stammt vom keltischen ross, ein felsiger Hügel, und lynn, ein Wasserfall.
Die Legende sagt, dass das Dorf 203 vom Pikten Asterius gegründet wurde.
Seit die Rosslyn-Kapelle in dem Hollywood-Blockbuster The Da Vinci Code gezeigt wurde, ist die Anzahl der Besucher in Roslin stark angestiegen.